# 군위중학교 우보분교
군위중학교 우보분교(軍威中學校 友保分校)는 대한민국 대구광역시 군위군 우보면 이화리에 있는 공립 중학교이다.

## 학교 연혁
- 1967년 11월 27일 : 군위중학교 우보분교 인가
- 1971년 3월 25일 : 우보중학교 개교 기념식 거행
- 1989년 3월 1일 : 학칙개정 3학급 인가
- 2017년 3월 1일 : 군위중학교 우보분교장으로 교명 변경
- 2020년 9월 1일 : 제26대 남준모 교장 취임
- 2021년 2월 5일 : 제51회 졸업식(졸업생 3명, 총 2,767명)
- 2021년 3월 2일 : 신입생 2명 입학(남 1명, 여 1명)

## 참고 자료
- 군위중학교 우보분교 - 한국교육학술정보원 학교알리미